# Luis Miguel Carrión
Luis Miguel Carrión Delgado (Barcelona, 7 februari 1979) is een Spaans voetballer en voetbalcoach.

## Voetballer
Carrión begon als voetballer bij CE Júpiter. Vervolgens kwam hij in de cantera (jeugdopleiding) van FC Barcelona, waar de Catalaan uiteindelijk het tweede elftal haalde. Carrión debuteerde onder trainer Louis van Gaal aan het einde van het seizoen 1999/2000 in het eerste elftal. De verdediger startte in de gewonnen finale van de Copa de Catalunya tegen CE Mataró in de basis. Bijna een jaar later speelde Carrión zijn tweede wedstrijd in het eerste elftal. Als basisspeler deed hij op 26 april 2001 mee tegen UEA Gramenet in de halve finale van de Copa de Catalunya. 
Uiteindelijk werd Carrión niet goed genoeg bevonden voor FC Barcelona en sloot tijdens het seizoen 2002-2003 aan bij CF Gavà, een ploeg uit de Segunda División B maar die op het einde van het seizoen degradeerde.
Zo kwam hij tijdens de periode 2003-2006 terecht bij voormalig reeksgenoot Gimnàstic de Tarragona.  Tijdens seizoen 2003-2004 behaalde de ploeg de derde plaats en kon dankzij de play offs de promotie naar het professionele voetbal afdwingen.  Zo speelde Luis vanaf seizoen 2004-2005 in de Segunda División A.  Het eerste seizoen behaalde de ploeg een mooie zevende plaats.  Het daaropvolgende seizoen 2005-2006 werd de ploeg vice kampioen en kon zo de promotie naar de Segunda División A afdwingen.  De speler volgde de ploeg echter niet.
Zo kwam hij in 2006 terecht bij Córdoba CF.  Deze club was net naar de Segunda B dedegradeert en met een zesde plaats in de eindrangschikking zo ze niet aan de play-offs kunnen deelnemen, die haar eventueel toegelaten had om de verloren plaats terug te winnen.
Reeksgenoot Terrassa FC was voor het seizoen 2007-2008 de thuishaven van Luis.  Dit kleine team eindigde vijftiende en verkreeg zou het behoud.
Het daaropvolgende seizoen 2008-2009 sloot hij aan bij reeksgenoot UD Melilla.  Bij deze ploeg eindigde hij zesde, weer niet voldoende voor de play-offs.
Nieuwe reeksgenoot Deportivo Alavés, vorig seizoen gedegradeerd uit het professionele voetbal, werd zijn ploeg tijdens het seizoen 2009-2010.  Ook hier mislukte de onmiddellijke terugkeer, aangezien de club met een vijfde plaats net buiten de play off plaatsen viel.
Hij sloot zijn spelersloopbaan op het einde van het seizoen 2010-2011 af bij Peñarroya CF.

## Trainer
In juni 2011 zette hij zijn eerste stappen als coach.  Hij werd trainer van een vrouwenploeg in zijn geboortestad, RCD Espanyol.  Hij coachte er twee seizoenen en won in 2012 de Copa de la Reina na een 2-1 overwinning tegen de vrouwenploeg van Athletic Bilbao.
Tijdens het seizoen 2013-2014 keerde hij terug naar het mannenvoetbal en werd assistent van Pablo Villa bij Córdoba CF.  Toen deze laatste tijdens de maand februari 2014 ontslagen werd, leidde hij ad interim het team.  Hij zou uiteindelijk assistent blijven tot begin 2015.
Tijdens de maand maart 2015 werd hij aangesteld als hoofdcoach van Córdoba CF B.  Deze ploeg was het voorgaande seizoen gedegradeerd naar de Tercera División en hij bracht ze op het einde van het seizoen terug naar de Segunda División B.
Dankzij deze prestatie kreegt hij na het ontslag van José Luis Oltra op 29 november 2016 een tweede kans om Córdoba CF te leiden.  Hij zou trainer blijven tot 16 oktober 2017.
Tijdens de maand juni 2018 tekende hij voor UD Mellila, een ploeg uit de Segunda División B.  Met deze ploeg eindigde hij derde in de eindrangschikking en kon zich zo plaatsen voor de play offs.  In de eerste ronde werd CF Villarreal CF B uitgeschakeld na 0-2 uitwinst gevolgd door een 2-1 thuisoverwinning.  In de volgende ronde bleek Club Deportivo Atlético Baleares echter te sterk na een 0-0 gelijkspel in Noord-Afrika en een 1-0 verlies in de Balearen.
De zomer 2019 bracht hem bij CD Numancia, een ploeg uit de Segunda División A.  Op het einde van de heenronde stond de ploeg op een mooie zevende plaats met tweeëndertig punten.  In de terugronde zou de ploeg echter maar achttien punten meer behalen en eindigde zo twintigste in de eindrangschikking, met degradatie als gevolg.
Pepe Aguilar had als trainer van het filiaal drie speeldagen ervoor Borja Jiménez Sáez vervangen als hoofdtrainer van FC Cartagena, een nieuwkomer in de Segunda División A. Maar ook hij slaagde er niet in om de ploeg beter te laten spelen en na één op negen werd hij op 11 januari 2021 na het einde van de heenronde naar het filiaal teruggestuurd.  De daaropvolgende dag werd Carrión tot het einde van het seizoen aangesteld. Hij kreeg Domingo Cisma als assistent.  Ook de ploeg werd tijdens de winterperiode met doelman Chichizola, verdedigers Datković, de terugkerende Antoñito en Navas en middenvelders De Blasis en Aboerdzjania serieus versterkt met ervaren spelers.  De ploeg bleef in de degradatiezone met uitzondering na speeldagen 27 (winst 1-0 van CD Leganés) en 36 (winst met 0-1 tegen UD Logroñés) om dan na speeldag 38 na thuiswinst met 1-0 tegen CD Castellón weer boven water te komen.  Speeldag 39 in en tegen Espanyol, nummer één in de rangschikking werd met 0-2 gewonnen en enkele dagen later werd thuis met 3-2 gewonnen tegen nummer drie, Almería.  Deze twee laatste uitslagen leidde tot de redding en zo hadden de twee laatste speeldagen geen belang meer.  Door deze prestatie had hij zijn doelstellingen behaald en op 1 juni 2021 verlengde Carrión zijn contract met één seizoen.  Tijdens de heenronde van het seizoen 2021-2022 liep het beter dan gewenst en de ploeg sloot deze eerste ronde op een mooie achtste plaats af.  Ook in de beker werd een mooie prestatie behaald. De ploeg kon, na overwinningen op het plein van Racing Rioja en CD Castellón, dit jaargang voor de derde keer in haar geschiedenis de 1/16de finale van de Copa del Rey behalen.  Daar wachtte begin januari 2022 Valencia CF als tegenstander. De ploeg kon net geen verlengingen afdwingen, want in de 92ste minuut maakte Denis Tsjerysjev er 1-2 van.  Zo werd begin januari 2022 het eerste jaar van Carrión bij de havenploeg als zeer positief bevonden.  Het werd al snel duidelijk dat de ploeg zijn op één na beste resultaat uit haar geschiedenis zou behalen.  Daarom werd gedurende de week voor de laatste wedstrijd het contract van de trainer verlengd tot einde juni 2023.  Zowel beker als competitie werd een succes. De ploeg kon einde december 2022 voor de vierde keer in haar geschiedenis de 1/16de finale van Copa del Rey behalen door de achtereenvolgende uitschakelingen van CD Alfora en AD Alcorcón.  Villarreal CF, ploeg uit de Primera, kwam als tegenstander uit de trekking.  De bekerwedstrijd werd op dinsdag 3 januari 2023 in Cartagonova voor 12.000 toeschouwers gespeeld en startte heel goed toen in de negenendertigste minuut toen Pablo Vázquez een corner binnen kopte.  Er werd met deze voorsprong gerust, maar tijdens de tweede helft zette de ploeg uit Villarreal met vijf doelpunten orde op zaken.   Zijn honderdste wedstrijd leidde hij op 12 maart 2023 tijdens de competitiewedstrijd tegen FC Andorra.  Anderhalve maand later tijdens de wedstrijd van 22 april 2023 was hij voor de honderdste competitiewedstrijd in Segunda A verantwoordelijk voor de ploeg.  Het speciale aan deze thuiswedstrijd tegen Sporting Gijón was dat hij zijn eerste van twee schorsingdagen uitzat en zo niet op de bank mocht plaatsnemen.  De ploeg bleef in de competitie heel lang aan de kop meedraaien en kon ze zich reeds na zevenendertig speelronden het reeksbehoud bewerkstelligen. De toegang tot de play offs werd echter niet behaald, het 1-4 thuisverlies tijdens de voorlaatste speeldag tegen UD Las Palmas was het eindpunt.  Uiteindelijk sloot de ploeg op dezelfde plaats dan vorig seizoen af, de negende. De dag na het einde van de competitie begon reeds de voorbereiding van seizoen 2023-2024.  Voorzitter, sportdirecteur en coach kwamen tezamen om de verlenging van de laatstgenoemde te bespreken, maar enkele dagen later weigerde Carrion het verbeterde voorstel van de club en zo kwam er een einde aan 2,5 seizoenen. Op 6 juni 2023 werd duidelijk dat Víctor Sánchez del Amo het stokje van coach overnam en dit voor de volgende twee seizoenen.
Op het begin van het seizoen 2023-2024 was hij dakloos, maar daar zou al snel verandering in komen.  Álvaro Cervera werd bij Real Oviedo ontslagen na drie punten op achttien en werd dezelfde dag vervangen door Carrión.  Zo kwam hij weer in de Segunda División A terecht.  Het werd een succesvol jaar aangezien hij de ploeg van een eenentwintigste naar een zesde plaats in de eindrangschikking bracht.  Daardoor was de ploeg voor de eindronde geplaatst.  Tijdens de halve finale werd eerst nog de derde gerangschikte SD Eivar uitgeschakeld, maar in de finale bleek de vierde gerangschikte RCD Espanyol tijdens de terugwedstrijd te sterk te zijn.  Dit was het einde van een mooi seizoen, maar wel eentje zonder promotie.
Dit prachtig resultaat werd opgemerkt door een ploeg uit de Primera División.  Op 26 juni 2024 tekende hij een tweejarig contract bij UD Las Palmas.  De start van de competitie was slecht en na negen wedstrijden stond het team allerlaatste met drie gelijke spelen en zes verloren wedstrijden.  Daarom werd hij op 8 oktober 2024 ontslagen.  De ontslagvergoeding bedroeg rond de twee miljoen EUR.